# 레이저 1911

레이저 1911 (Razor 1911, RZR) i은 1986년 창시된 와레즈와 데모그룹이다. 1987년 와레즈로 이전하기 전까지 이 단체는 최초로 데모그룹으로 설립되었다. 미국 법무부에 따르면, 레이저 1911은 여전히 인터넷에서 활동하고 있는 가장 오래된 소프트웨어 크래킹 그룹이다. 레이저 1911 (Razor 1911)은 1995년까지 디스크 매거진 프로파간다 (Propaganda)를 운영했다.

## 역사
이 그룹은 레이저 2992 (Razor 2992 ) 라는 닉네임으로 닥터 노 (Doctor No), 인세인 TTM (Insane TTM)과 섹터 9으로 1985년 10월 노르웨이에서 Commodore 64 소프트웨어 크래킹 그룹으로 출시되었다. 얼마 지나지 않아 2992년부터 1911년까지 16진수로 777로 바뀌었다.
1987년과 1988년 사이에 이 그룹은 코모도어 64 (Commodore 64)에서 멀어지기 시작했다. 그리고 새로운 하드웨어 플랫폼, 아미가 (Amiga)의 시연과 균열 게임 코딩에 이주했다. 1990년대 초, Razor 1911은 크랙킹 그룹으로서 IBM PC로 또 다른 전환을 이루어냈지만, 여전히 크랙트로더, 데모, 음악을 계속 출시하고 있다.
레이저(Razor)는 1992년부터 디스켓이 CD-ROM용으로 폐기될 때까지 디스켓의 공급 그룹이었다. 1990년대 내내, Razor는 다양한 그룹으로부터 경쟁에 직면했다. Tristar & Red Sector inc. (TRSi), International Network of Crackers (INC) 그리고 1994년 프리스티지의  Fairlight (FLT), Hybrid (HBD), 그리고 1995년에 설립된 다른 그룹까지 말이다. 레이저는 또 다른 그룹인 넥서스로부터 함께할 새로운 멤버들과 함께 영국의 공급사들과 리더인 더 스피드 레이서(TSR), Hot Tuna, 더 게코(The Gecko)를 데려오면서 활기를 되찾았다. 레이저는 1990년대 내내 조닥트, 롬커널, 더 레니게이드 케미스트(TRC), 더 WiTcH KiNG, 버처, 스위치, 마라우더, 랜달 플래그와 같은 소수의 다른 사람들을 가지고 있었다.
레이저 1911은 demoscene 1992 때부터 휴식을 취했다. 1993년, 컬러버드는 레이저 1911의 유일한 오리지널 멤버였던 레이저 1911년, 레이저 1911이라는 새로운 데모 그룹이 결성되었다. Razor 1911은 여전히 소프트웨어 크래킹 그룹으로 활동했다.
1995년, 디스켓 발매는 CD-ROM으로 빠르게 대체되었고, 레이저 1911은 CD 리핑 현장으로 옮겨갔다. 레이저를 이 새로운 챕터로 이끈 크루는 TSR, 파라오, Fatal Error, GRIZLY, Suspicious Image, Third Son, Hot Tuna, 베어울프, 핏불, 번터, 맨헌터, 니트맨, 비타스, 마우시오소, 그리고 푸니셔와 같은 멤버들을 포함했다.
ISO 장면이 형성되자 레이저는 다시 한번 새로운 도전에 나섰다. Razor 1911은 ISO가 그날의 표준이 되었을 때 ISO를 출시하기 시작했는데, 그 중 가장 중요한 것은 더 퍼니셔(The Punisher)이다.그는 Razor 1911의 회복과 ISO 장면에서의 견고한 성능에 중요한 역할을 했다. 더 퍼니셔의 은퇴 이후, 레이저는 다양한 사람들에 의해 이끌렸고 지도력 도전의 형태로 몇 가지 내부적인 문제들을 겪었다. 이는 1990년대 레이져의 옛 멤버였던 핏불이 리더 역할을 맡으면서 해결됐다. FBI는 2001년 전 세계 60명 이상의 해적판 용의자들의 집을 급습한 국제적인 해적판 소탕 작전인 "버커니어 작전"이 실행되었을 당시에도 그가 여전히 레이저의 리더라고 주장했다.

## 되돌림
2006년 6월 22일, 레이저 1911은 게임을 다시 출시하기 시작했다. 그들은 그 이후로 꽤 꾸준히 게임을 출시하고 있으며, 2010년 기준으로 새로운 발매를 성공시키는 데 가장 많은 수의 그룹들 중 하나이다.
2011년 4월 1일, 레이저 1911은 프랑스 TV 채널 놀라이프의 TV 쇼에서 101%의 "크랙"을 기록했고, 쇼에서 원치 않는 많은 "벌레"와 행동을 유도했다. 이것은 농담이었지만, 인트로에는 며칠 동안 유료 재생 서비스에 무제한으로 접근할 수 있는 실제 코드가 포함되어 있었다.
2011년 4월 22일, 레이저 1911의 데모 부문은 The Gathering에서 열린 Scene.org 시상식에서 듀무드 (Dubmood)의 음악과 함께 Rez가 코딩한 64k 인트로 "Insert No Coines"로 대중 선택 상을 받았다.

## 멤버
레이져 1911의 멤버인 다이커스 (Dices)는 2012년 암으로 사망했다.

## 같이 보기
- 와레즈